# Auferstehungskirche (Kleinmachnow)

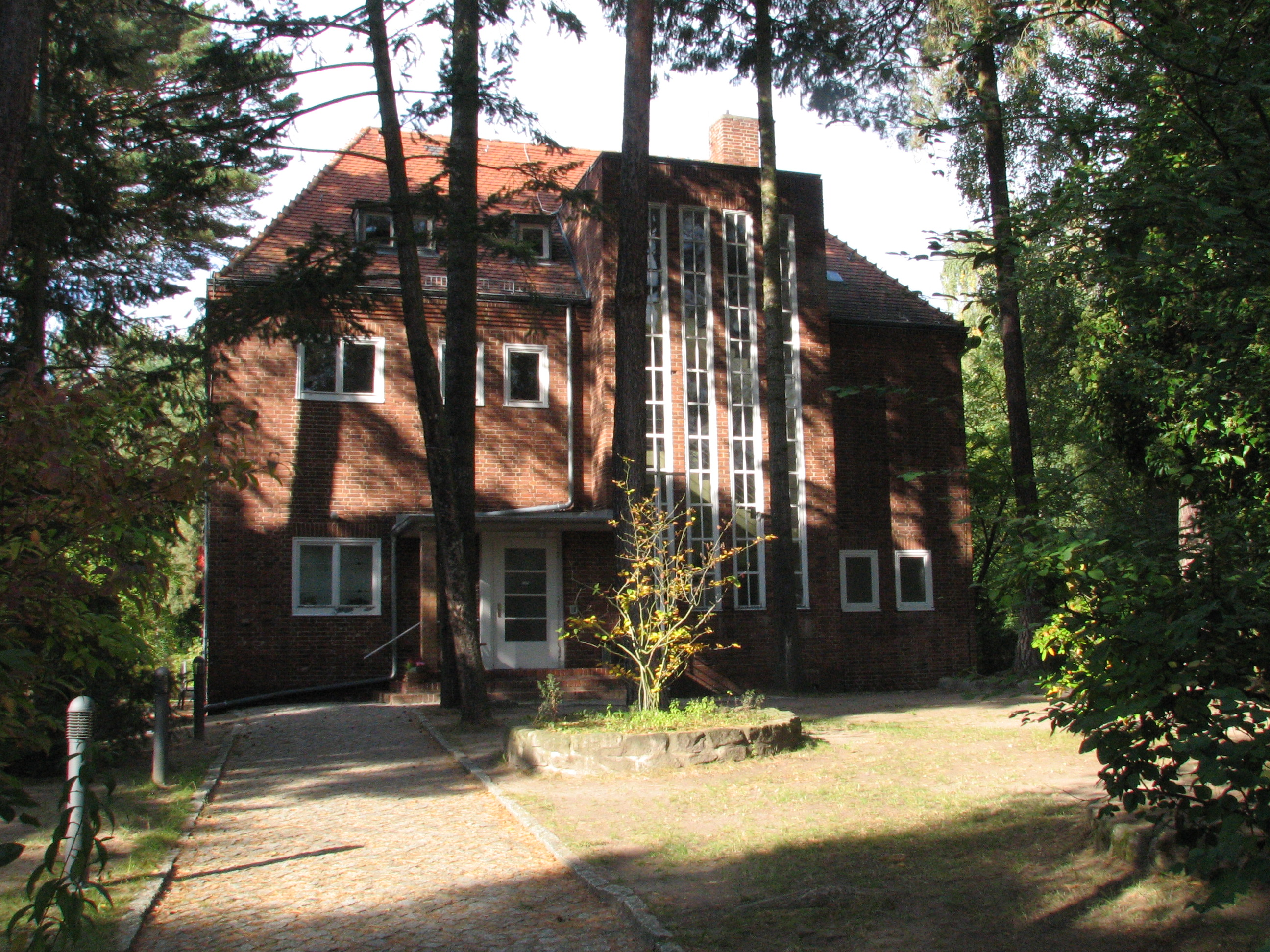
Ehemalige Auferstehungskirche im Jägerstieg 2

Die Auferstehungskirche war eines von zwei Gotteshäusern der Evangelischen Auferstehungs-Kirchengemeinde Kleinmachnow im Süden Berlins. Das Kirchengebäude wurde zu Ostern 2018 entwidmet und befindet sich jetzt im Eigentum der Gemeinde Kleinmachnow. Der Name des Gebäudes ging auf den neu gebauten Kirchsaal im Ort über.
Die zweite Kirche ist die Dorfkirche Kleinmachnow. Beide Gebäude sind denkmalgeschützt.

## Geschichte
Ursprünglich war die Kirche ein 1930 errichtetes Gemeindehaus, das nach dem Zweiten Weltkrieg 1947 erweitert wurde. Anfang der 1950er Jahre kamen Altar, Kanzel und Taufstein dazu. Das jetzige Kirchenschiff der Auferstehungskirche wurde 1955 erbaut. Es verbindet das Gemeindehaus mit dem Glockenturm. Die Kirche wurde am 10. April 1955 um 10 Uhr im Ostersonntagsgottesdienst feierlich eingeweiht.

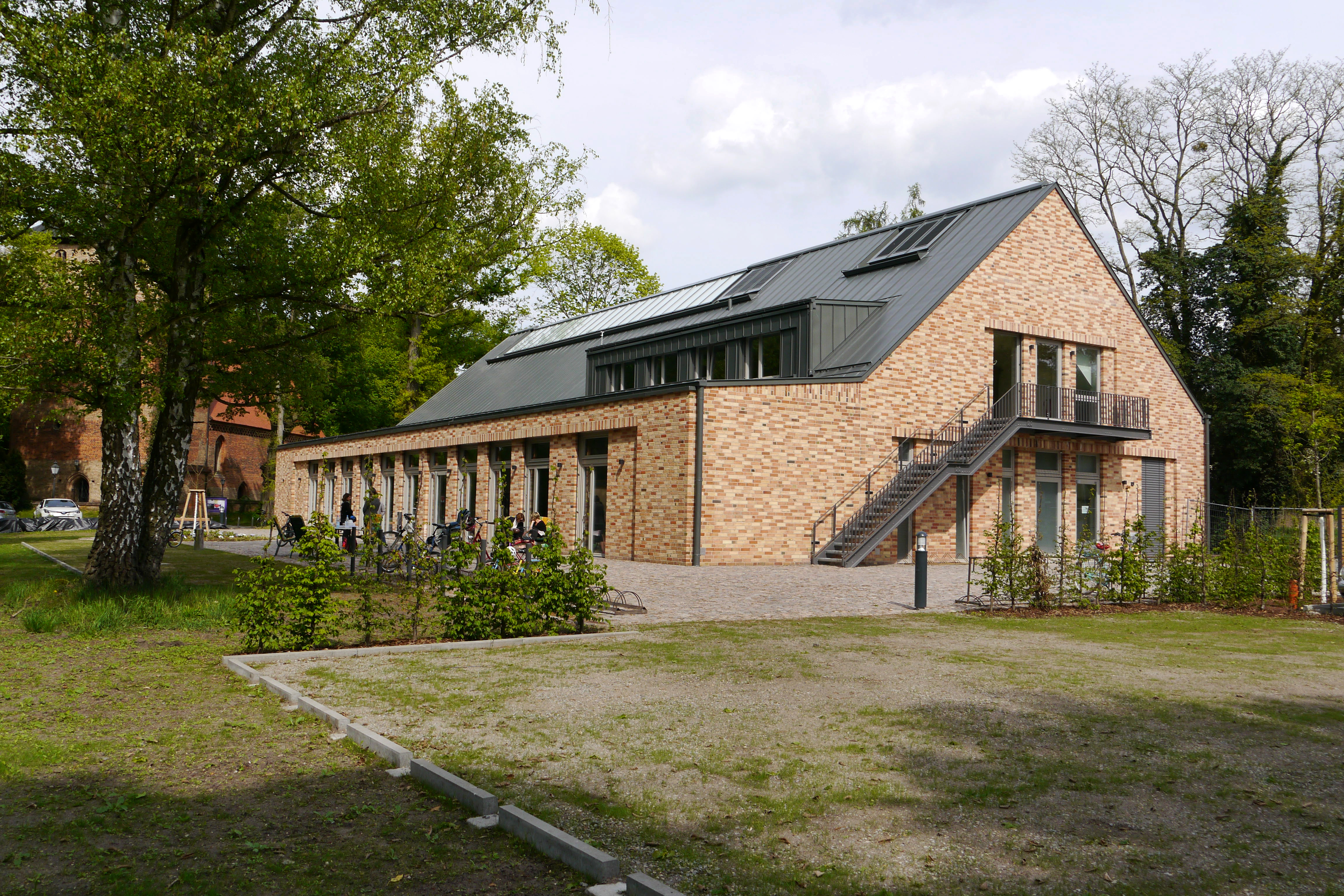
Evangelisches Gemeindehaus mit Kirchsaal am Zehlendorfer Damm

 Die evangelische Gemeinde des Ortes erlebte nach der Wende und bis in die 2010er Jahre starken Zulauf, so dass ein größerer Neubau beschlossen und ausgeführt wurde. In einem Gottesdienst am Karfreitag 2018 wurde die bisherige Kirche entwidmet, Gemeindemitglieder trugen anschließend die beweglichen liturgischen Gegenstände wie die Osterkerze, die Taufschale, das Abendmahlsgeschirr und die Altarbibel in den neuen Kirchensaal, wo sie mit einer Andacht empfangen wurden. Im neuen Gottesdienstraum erhielt ein dreiteiliges Wandbild Himmelsleitern einen Ehrenplatz, das aus in der Gemeinde gesammelten Textilien entstand. Das Kunstwerk soll symbolisieren: „Ein Teil des Alten kommt immer mit. [...] Alt und Neu sind miteinander verwoben“, und die Geschichten der verarbeiteten Stoffe können auf den Betrachter wirken. Die neue Kirchenweihe nahm Bischof Markus Dröge vor.

## Ausstattung
Im Kirchturm hängt eine im Jahr 1938 gegossene Glocke. Vom Glockengeschoss ergibt sich ein Ausblick auf den die Kirche umgebenden Bannwald.

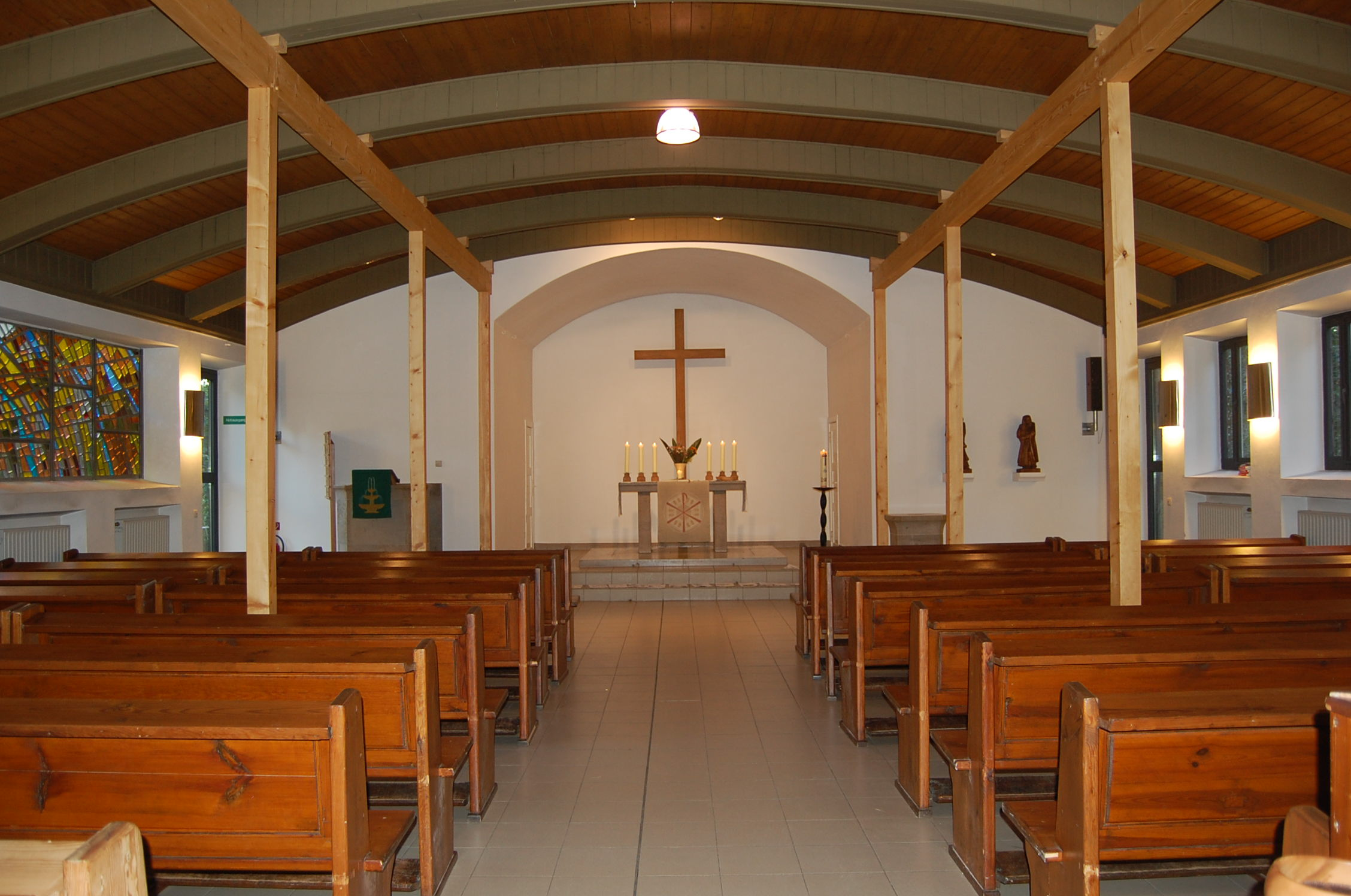
Innenansicht

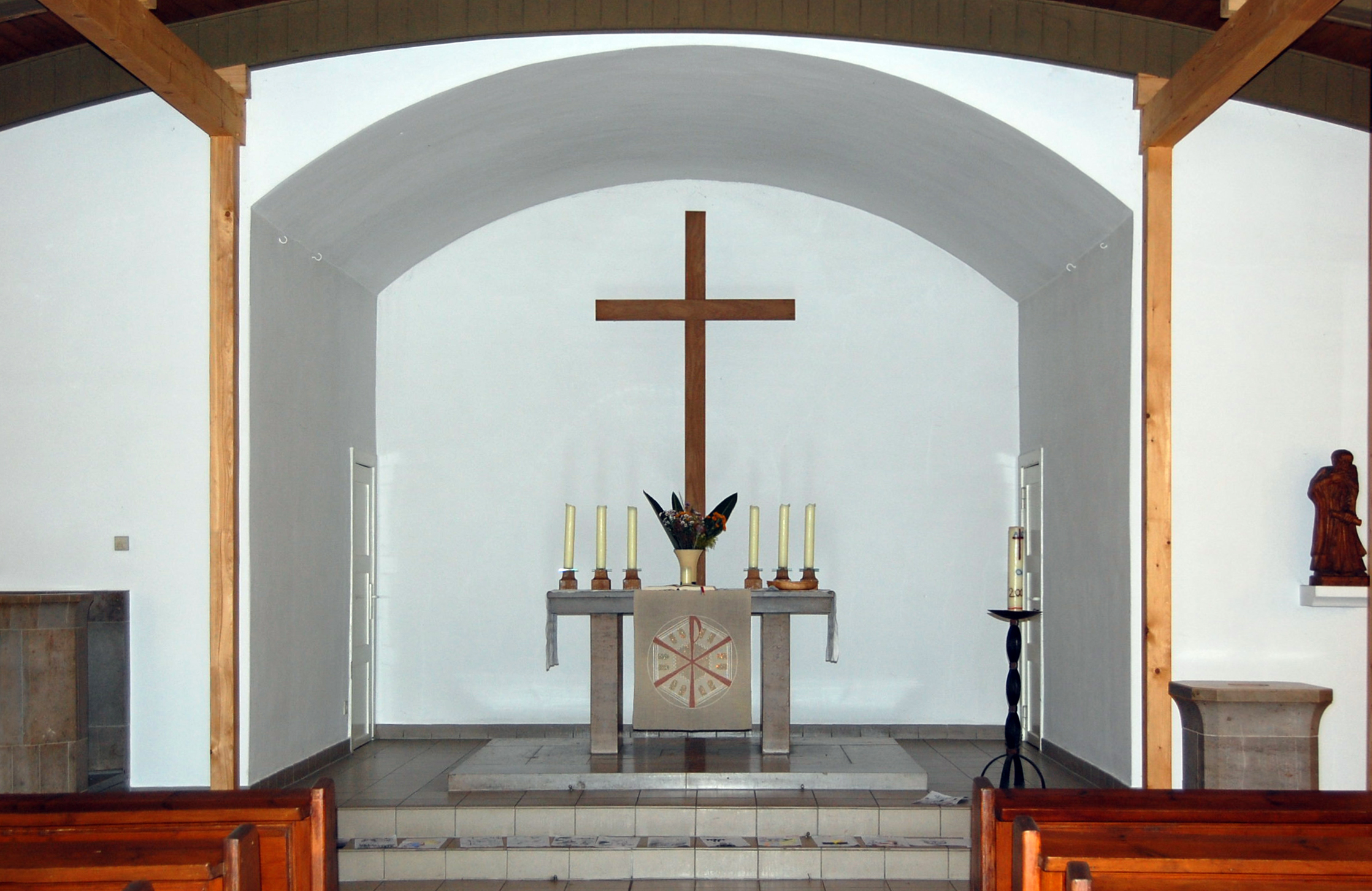
Altar

Den Kirchsaal schmückt ein buntes Kirchenfenster, das in den 1980er Jahren von dem Künstler Herbert Sander gestaltet worden war. Es ist ein Mosaik aus vielen bunten Kreuzen und anderen Figuren. Ein Motiv ist Jesus auf einem Esel reitend.
In der Kirche befinden sich Skulpturen des Künstlers Hermann Lohrisch.
Eine Besonderheit der Kirche ist der Segensgarten. Der Weg durch den Segensgarten ist als Kreuz angelegt. In den vier Abschnitten sind zum Beispiel ein Heilkräuterbeet, zwei Grasflächen und eine Bank vor einem Baum. Der Segensgarten wird umrahmt von zwei Buchsbaumhecken und einer Wand, die mit biblischen Segenssprüchen beschrieben ist. In einer der vier Ecken steht ein kleiner Brunnen. Der Segensgarten soll zu Gebet und Besinnung einladen.